# Конрад V фон Дик
Конрад V фон Дик (на немски: Konrad V von Dyck; † между февруари 1368 и 30 ноември 1369 или 1370) е господар на дворец Дик в Рейнланд.

## Произход и наследство
Той е син на Герхард I фон Дик († сл. 1304) и съпругата му София фон Шлайден, вдовица на фон Френтц († 1279), дъщеря на Фридрих I фон Шлайден († 1259/1269) и втората му съпруга Алайдис († сл. 1269). Внук е на Лудолф фон Дик († пр. 1296) и Агата († пр. 1296) и правнук на Конрад III фон Дик († сл. 1237). Брат е на Герхард фон Дик, женен за фон Куик.
След смъртта на синът му Герхард фон Дик през 1394 г. свършва мъжката линия на род фон Дик и Йохан IV фон Райфершайд (Райфершайд-Дик) наследява замък Дик.

## Фамилия
Първи брак: пр. 26 март 1334 г. с Рихардис/Рикардис фон Юлих († пр. 9 юли 1353/1355), дъщеря на граф Герхард V фон Юлих († 1328) и Елизабет фон Брабант-Арсхот († 1349/1355). Те имат децата:
- София, канон в „Св. Цецилия“ в Кьолн
- Рикардис фон Дик († сл. 1352/сл. 1387), наследничка на брат ѝ Герхард II фон Дик, омъжена на 15 март 1351 г. за Хайнрих II фон Райфершайд († 15 ноември 1357/23 август 1361 или 1376), син на Йохан IV фон Райфершайд († 1365/1366/1385) и Мехтилд/Матилда фон Рандерат († сл. 1365/1377), II. сл. 21 февруари 1361 г. за Готхард/Готфрид фон Нойенар († сл. 15 февруари 1369), син на Йохан I фон Нойенар-Зафенберг († сл. 1334) и Агнес фон Керпен.
- Алхайд фон Дик, монахиня в Далхайм

Втори брак: на 9 юли 1355 г. с Аделхайд фон Шьонау-Шьонфорст († сл. 18 септември 1393), дъщеря на Райнхард I фон Шьонау-Шьонфорст († 1375, Родос) и Катарина фон Вилденбург († 1368). Те имат две деца:
- Герхард II фон Дик (* ок. 1360; † 1394/сл. 27 март 1395), женен ок. 1388 г. за Изабела фон Енгелсдорф († сл. 29 април 1404)
- Катарина фон Дик († 1443), омъжена за Герхард V фон Хепендорф-Алпен († пр. 19 февруари 1403), син на Гумпрехт I фон Хепендорф-Алпен-Гарсдорф († 1381) и Елизабет фон дер Марк († сл. 1369), дъщеря на граф Адолф II фон Марк († 1347) и Маргарета фон Клеве († сл. 1348)

Вдовицата му Аделхайд фон Шьонау-Шьонфорст се омъжва пр. 9 февруари 11371 г. втори пъ за Арнолд фон Вахтендонк († ок. 1368/1369/1387).